# Monochrotogaster rufifrons
Monochrotogaster rufifrons är en tvåvingeart som beskrevs av Fan och Chen 1982. Monochrotogaster rufifrons ingår i släktet Monochrotogaster och familjen blomsterflugor. Inga underarter finns listade i Catalogue of Life.